# 常廣丈太
常廣丈太（つねひろ じょうた）は、日本のテレビドラマ演出家。

## 作品

### テレビドラマ
- ミステリー民俗学者 八雲樹（2004年）
- 着信アリ （2005年）
- はるか17（セブンティーン）（2005年）
- 富豪刑事 （2005年）
- アンナさんのおまめ（2006年）
- 富豪刑事 （2006年）
- モップガール（2007年）
- 未来遊園地（2007年）
- ティッシュ（2007年）
- 打撃天使ルリ（2008年）
- 未来遊園地Ⅱ ～馬泥棒とメリーゴーラウンド～（2008年）
- 赤川次郎ミステリー 4姉妹探偵団（2008年）
- アンタッチャブル〜事件記者・鳴海遼子〜（2009年）
- 名探偵の掟（2009年）
- ゴーストタウンの花（2009年）
- 霊能力者 小田霧響子の嘘（2010年）
- 警視庁継続捜査班（2010年）
- ハガネの女（2010年）
- 臨月の娘（2010年）
- ジウ 警視庁特殊犯捜査係（2011年）
- ハガネの女（season2）（2011年）
- Dr.伊良部一郎（2011年）
- ボーイズ・オン・ザ・ラン（2012年）
- Wの悲劇（2012年）
- 聖なる怪物たち（2012年）
- ダブルス〜二人の刑事（2013年）
- ゼロの真実〜監察医・松本真央〜（2014年）
- 死神くん（2014年）
- 緊急取調室（2014年）
- 遺産争族（2015年）
- ドラマスペシャル　緊急取調室（2015年）
- DOCTORS3 最強の名医（2015年）
- グ・ラ・メ!〜総理の料理番〜（2016年）
- グッドパートナー 無敵の弁護士（2016年）
- 黒い樹海（2016年）
- BORDER 贖罪（2017年）
- BORDER 衝動～検視官・比嘉ミカ～（2017年）
- 緊急取調室 SECOND SEASON（2017年）
- 就活家族〜きっと、うまくいく〜（2017年）
- BG〜身辺警護人〜（2018年）
- dele（2018年）
- 緊急取調室 3rd SEASON（2019年）
- 白い巨塔（2019年）
- BG〜身辺警護人〜（第2シリーズ）（2020年）
- 当確師（2020年）
- モコミ〜彼女ちょっとヘンだけど〜（2021年）
- 緊急取調室 4th SEASON（2021年）
- 緊急取調室 新春ドラマスペシャル（2022年）
- ハヤブサ消防団（2023年）
- Believe-君にかける橋-（2024年）
- PJ 〜航空救難団〜（2025年）

### 映画
- バアスデイ
- 劇場版 緊急取調室 THE FINAL

## 受賞
- 第98回ザテレビジョンドラマアカデミー賞 監督賞（瀧本智行と共に）（『dele』）- 2018年